# Pretiosa
De Pretiosa is een van de bekendste en oudste klokken van Europa en hangt in de Dom van Keulen. Het is na de Sint-Pietersklok de zwaarste in de kathedraal. Vanaf het gieten tot de komst van de Kaisersglocke in 1875, was de Pretiosa de grootste en zwaarste klok in de Dom. Pretiosa is niet de eerste klok die ooit in de cathedraal is gehangen (dit is de originele dreikönigsglocke die een paar honderd jaar geleden is gebroken), maar Pretiosa is vandaag de dag wel de oudste klok die in de cathedraal hangt.
De klok is met veel moeite gegoten door Christian Cloit en Heinrich Brodermann, mogelijk met metaal van het omgesmolten metaal van de voorganger van Pretiosa Ze hadden maar liefst vier pogingen nodig om precies te gieten wat ze wilden, maar in 1448 was de klus geklaard. Met een gewicht van 10500 kg en een diameter van 240 centimeter is de Pretiosa zwaarder dan welke klok in Nederland dan ook. In Nederland zijn er bovendien slechts twee klokken groter, namelijk de Jan Noordlandklok en de grootste beiaardklok in Arnhem. De toonhoogte van de klok is G0.